# Orientina (protista)
Orientina es un género de foraminífero bentónico de la familia Tuberitinidae, de la superfamilia Parathuramminoidea, del suborden Fusulinina y del orden Fusulinida. Su especie tipo es Ivdelina? multicamerata. Su rango cronoestratigráfico abarca desde el Frasniense hasta el Fameniense (Devónico superior).

## Discusión
Clasificaciones más recientes incluirían Orientina en el suborden Parathuramminina, del orden Parathuramminida, de la subclase Afusulinina y de la clase Fusulinata.

## Clasificación
Orientina incluye a la siguiente especie:
- Orientina multicamerata †